# Felicja Boberska
Felicja Boberska z domu Wasilewska (ur. 20 czerwca 1825 we Lwowie, zm. 25 stycznia 1889 w Rudenku Lackim) – publicystka i pedagog.

## Życiorys
Urodziła się jako najstarsza z dziesięciorga dzieci Tadeusza Wasilewskiego i Antoniny z d. Radwańskiej. Odebrała staranne wykształcenie, wśród jej nauczycieli byli Klementyna Hoffmanowa, Wincenty Pol, Ludwika Zbyszewska, Jan Dobrzański. Przetłumaczyła na polski kilka opowiadań i powieść "Hertha" szwedzkiej  pisarki  Frederiki Bremer. W latach 1853–1885 Boberska prowadziła (z przerwą 1864-1867 z powodu represji po powstaniu styczniowym) cenioną pensję dla dziewcząt. Rozwijała ożywioną działalność literacką i społeczną, m.in. zajmowała się opieką nad więźniami politycznymi, brała również udział w konspiracji przed powstaniem styczniowym. Napisała i wydała dwutomową Historię literatury polskiej (1866-1867) oraz wiele odczytów popularyzujących polską historię i literaturę. Jest autorką przekładu Oblężenia Troi Karla Friedricha Beckera. Dnia 12 lipca 1873 r. poślubiła Alojzego Boberskiego.